# Larry Stefanki
Larry Stefanki (ur. 23 lipca 1957 w Elmhurst) – amerykański tenisista i trener tenisa.

## Kariera tenisowa
W grze pojedynczej uczestniczył w 1 zwycięskim finale turniejów rangi ATP World Tour.
W grze podwójnej spośród 7 rozegranych finałów 3 zakończył zwycięstwem.
W rankingu gry pojedynczej Stefanki najwyżej był na 35. miejscu (25 lutego 1985), a w klasyfikacji gry podwójnej zajmował 50. pozycję (9 lipca 1984).

### Finały w turniejach ATP World Tour
| Legenda                                      |
| -------------------------------------------- |
| Wielki Szlem                                 |
| Igrzyska olimpijskie                         |
| Tennis Masters Cup / ATP Finals              |
| ATP Masters Series / ATP Tour Masters 1000   |
| ATP International Series Gold / ATP Tour 500 |
| ATP International Series / ATP Tour 250      |

#### Gra pojedyncza (1–0)
| Końcowy wynik | Nr | Data | Turniej   | Nawierzchnia | Przeciwnik | Wynik finału       |
| ------------- | -- | ---- | --------- | ------------ | ---------- | ------------------ |
| Zwycięzca     | 1. | 1985 | La Quinta | Twarda       | David Pate | 6:1, 6:4, 3:6, 6:3 |

#### Gra podwójna (3–4)
| Końcowy wynik | Nr | Data | Turniej   | Nawierzchnia    | Partner          | Przeciwnicy                    | Wynik finału  |
| ------------- | -- | ---- | --------- | --------------- | ---------------- | ------------------------------ | ------------- |
| Finalista     | 1. | 1980 | Stuttgart | Twarda (hala)   | Tim Mayotte      | Wojciech Fibak Tomáš Šmíd      | 4:6, 6:7      |
| Finalista     | 2. | 1980 | Kanton    | Dywanowa (hala) | Andy Kohlberg    | Ross Case Jaime Fillol         | 2:6, 6:7      |
| Zwycięzca     | 1. | 1981 | Stowe     | Twarda          | Johan Kriek      | Brian Gottfried Bob Lutz       | 2:6, 6:1, 6:2 |
| Finalista     | 3. | 1981 | Tokio     | Ceglana         | Robert Van’t Hof | Heinz Günthardt Balázs Taróczy | 6:3, 2:6, 1:6 |
| Finalista     | 4. | 1982 | Auckland  | Twarda          | Robert Van’t Hof | Andrew Jarrett Jonathan Smith  | 5:7, 6:7      |
| Zwycięzca     | 2. | 1982 | Tajpej    | Dywanowa (hala) | Robert Van’t Hof | Fred McNair Tim Wilkison       | 6:3, 7:6      |
| Zwycięzca     | 3. | 1984 | Bristol   | Trawiasta       | Robert Van’t Hof | John Alexander John Fitzgerald | 6:4, 5:7, 9:7 |

## Kariera trenerska
Stefanki pracował jako trener z wieloma utytułowanymi tenisistami. Byli to:
- John McEnroe (sezon 1992)[1]
- Marcelo Ríos (sezony 1995–1998)[2]
- Jewgienij Kafielnikow (sezony 1999–2001)[3]
- Tim Henman (sezony 2001–2003)[4]
- Fernando González (sezony 2006–2008)[5]
- Andy Roddick (2009–2012)[4]